# Medal „Pro Bono Poloniae”
Medal „Pro Bono Poloniae” – polskie resortowe odznaczenie cywilne, odznaka okolicznościowa z okazji stulecia odzyskania przez Polskę niepodległości, przyznawana przez Szefa Urzędu do Spraw Kombatantów i Osób Represjonowanych.

## Charakterystyka
Medal „Pro Bono Poloniae” został ustanowiony 25 czerwca 2018 przez Kierownika Urzędu do spraw Kombatantów i Osób Represjonowanych (UdsKiOR) dla upamiętnienia 100. rocznicy odzyskania przez Polskę niepodległości. Przyznawany jest osobom fizycznym i prawnym, które wniosły istotny wkład w upowszechnianie wiedzy o historii walk niepodległościowych, krzewienie postaw patriotycznych w polskim społeczeństwie, a także kultywowanie oraz popularyzację poza granicami Kraju wiedzy o tradycjach niepodległościowych.
Odznakę nadaje Szef UdsKiOR z własnej inicjatywy lub na wniosek władz naczelnych ogólnopolskich organizacji kombatanckich, organów administracji rządowej i samorządowej szczebla wojewódzkiego, a także kierowników polskich placówek dyplomatycznych. Odznakę wręcza osobiście Szef UdsKiOR, upoważniony pracownik Urzędu lub przedstawiciel innego organu administracji rządowej i samorządowej szczebla wojewódzkiego w czasie uroczystości o charakterze państwowym, patriotycznym lub rocznicowym. Emblemat odznaki nosi się zawieszony na wstążce na lewej piersi, po orderach i odznaczeniach państwowych, przed odznaką Medal „Pro Patria”.
Odznaka nie jest nadawana pośmiertnie oraz osobom, o których mowa w art. 21 ust. 2 Ustawy z 24 stycznia 1991 o kombatantach oraz niektórych osobach będących ofiarami represji wojennych i okresu powojennego oraz osobom, które w latach 1957–1989 prowadziły działalność skierowaną przeciwko organizacjom i członkom opozycji antykomunistycznej, działając w strukturach aparatu partyjno-państwowego, w tym w organach lub formacjach bezpieczeństwa, bądź z nimi współpracując lub popełniły czyn nie licujący z godnością obywatela polskiego.

## Opis odznaki
Odznaka ma formę metalowego krążka o średnicy 38 mm, fakturowanego srebrzonego i oksydowanego. Na awersie, w centralnym miejscu, umieszczono wypukły wizerunek Orła Białego przyjętego za herb Państwa Polskiego Ustawą z dnia 1 sierpnia 1919 r. o godłach i barwach Rzeczypospolitej Polskiej. Na wypukłym otoku awersu, wokół wizerunku Orła Białego, rozmieszczone są wklęsłe daty: 1768, 1794, 1830, 1848, 1863, 1914 oraz 1918, rozdzielone wklęsłymi krzyżykami wzorowanymi na polskim krzyżu kawalerskim. Daty symbolizują najważniejsze zrywy niepodległościowe społeczeństwa polskiego, począwszy od Konfederacji Barskiej, aż po początek czynu legionowego w 1914 i następujące po nim polskie działania polityczne oraz militarne uwieńczone odzyskaniem przez Polskę państwowości w 1918.
Na rewersie od góry znajduje się centralnie umieszczony w trzech liniach napis wypukłym pismem majuskułowym: PRO BONO POLONIÆ. Napis otoczony jest w podkowę otwartą ku górze wieńcem dębowym, symbolizującym chwałę i zwycięstwo oraz cnoty: odwagę, wytrzymałość, siłę i moc. Centralnie pod napisem, dolną część wieńca dębowego przesłania wypukły polski krzyż kawalerski, który jest znakiem Wojska Polskiego.
Odznaka zawieszona jest na wstążce z rypsu szerokości 38 mm, ciemnoszarej, mającej po brzegach umieszczone symetrycznie połączone prążki srebrzysty i ciemnokarmazynowy, szerokości 4 mm każdy. Kolor ciemnoszary wstążki nawiązuje do barwy munduru piechoty, najliczniejszej polskiej formacji zbrojnej w 1918.
Autorem projektu medalu jest Robert Szydlik.

## Odznaczeni
Pierwsza ceremonia dekoracji Medalem odbyła się 2 września 2018 w Teatrze Polskim im. Arnolda Szyfmana w Warszawie. Dekoracji wyróżnionych dokonał Kierownik UdsKiOR Jan Józef Kasprzyk.